# Stadion sv. Josipa Radnika
Het Stadion sv. Josipa Radnika is een multifunctioneel stadion in Sesvete, een plaats in Kroatië. 
Het stadion wordt vooral gebruikt voor voetbalwedstrijden, de voetbalclub NK Sesvete maakt gebruik van dit stadion. In 2017 vonden er wedstrijden plaats op het Europees kampioenschap voetbal mannen onder 17 van 2017. Er waren drie groepswedstrijden en de play-off die gespeeld werd om te bepalen welk land er naar het wereldkampioenschap mocht.
In het stadion is plaats voor 1200 tot 2000 toeschouwers. 
Stadion Aldo Drosina (NK Istra 1961) ·
Gradski Stadion (NK Slaven Belupo) ·
Stadion Rujevica (HNK Rijeka) ·
Stadion Kranjčevićeva (NK Lokomotiva Zagreb) ·
Maksimirstadion (GNK Dinamo Zagreb) ·
Opus Arena (NK Osijek) ·
Stadion Kranjčevićeva (NK Rudeš) ·
Poljudstadion (HNK Hajduk Split) ·
Gradski Stadion (HNK Gorica) ·
Varteksstadion (NK Varaždin)
Stadion BSK (BSK Bijelo Brdo) · 
Cibaliastadion (Cibalia Vinkovci) ·
Stadion Marijan Šuto Mrma (NK Croatia Zmijavci) ·
Stadion NŠC Stjepan Spajić (NK Dubrava) ·
Stadion Hrvatski vitezovi (NK Dugopolje) ·
Ivan Laljak-Ivićstadion (NK Jarun) ·
Stadion Krimeja (HNK Orijent) ·
Stadion sv. Josipa Radnika (NK Sesvete) ·
Stadion Hrvatski vitezovi (NK Solin) ·
Stadion Šubićevac (HNK Šibenik) ·
Stadion u Borovu naselju (HNK Vukovar 1991) ·
Stadion Gradski vrt (NK Zrinski Osječko 1664)